# 台湾异型兰
台湾异型兰（学名：Chiloschista segawae）为兰科异型兰属下的一个种。

## 扩展阅读
- 维基共享资源上的相關多媒體資源：台湾异型兰